# Dragsmarks kloster

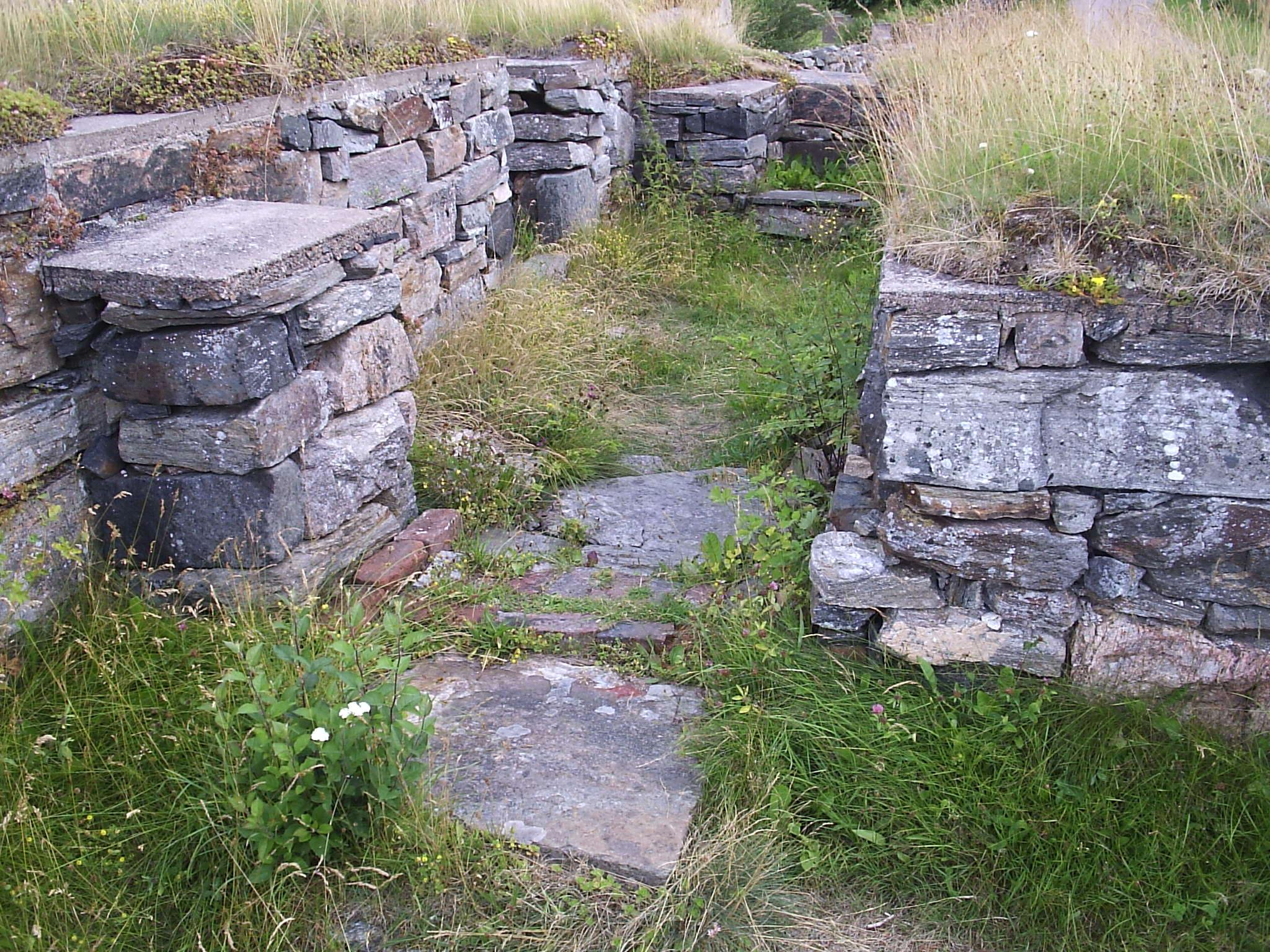
Ruinerna av Dragsmarks kloster

Dragsmarks kloster ligger som minnesrika ruiner på den yttersta udden av Bokenäset i Dragsmarks socken i Uddevalla kommun i Bohuslän, invid Dragsmarks kyrka. Dragsmark var ett munkkloster av Premonstratensorden, anlagt i mitten av 1200-talet (eventuellt året 1234) av den norska konungen Håkon Håkonsson, som lät helga det tillika med kyrkan åt jungfru Maria, även Marieskog kallat eller på latin Monastérium de Silva Sanctae Mariae. Halvön var tidigare under medeltiden ännu mer skogbeväxt.
Tidigt nådde klostret en viss glans och välmåga. En akademi inrättades för den tidens adliga ynglingar.  Bland dess välgörare fanns kung Magnus Eriksson och hans gemål samt drottning Dorotea. Av klostrets abbotar är endast Nikolaus (omnämnd år 1423 och 1430), Thore (omnämnd år 1489, 1490 och 1492), Helge (omnämnd år 1500) samt Jens Vernicksson kända. Sedan 1519 hade klostret en världslig styresman. Det blev fullständigt sekulariserat 1532, dvs. före den norska reformationen 1536. Klosterbyggnaderna nedbröts i början av 1600-talet för att lämna sten till Bohus fästning. Klosterkyrkan förföll dock redan innan dess och under slutet 1500-talet var den oanvändbar för gudstjänstbruk.
Efter Sveriges erövring av Bohuslän i 1658 förlänades en del av klostrets gods till Rutger von Ascheberg. Bredvid uppfördes en ny kyrka (den nuvarande Dragsmarks kyrka) som byggdes i trä och invigdes den 1 januari 1756. År 1846 sammanstörtade den sista resten av klosterkyrkans murar. På föranstaltande av Göteborgs och Bohus läns fornminnesförening har Mariakyrkans tomt avröjts kring sekelskiftet 1900 och dess väldiga grundmurar samt väggarna till 1 meters höjd lagts i dagen.

## Visan om riddar Axel Tordsson och sköna Valborg Ingemarsdotter

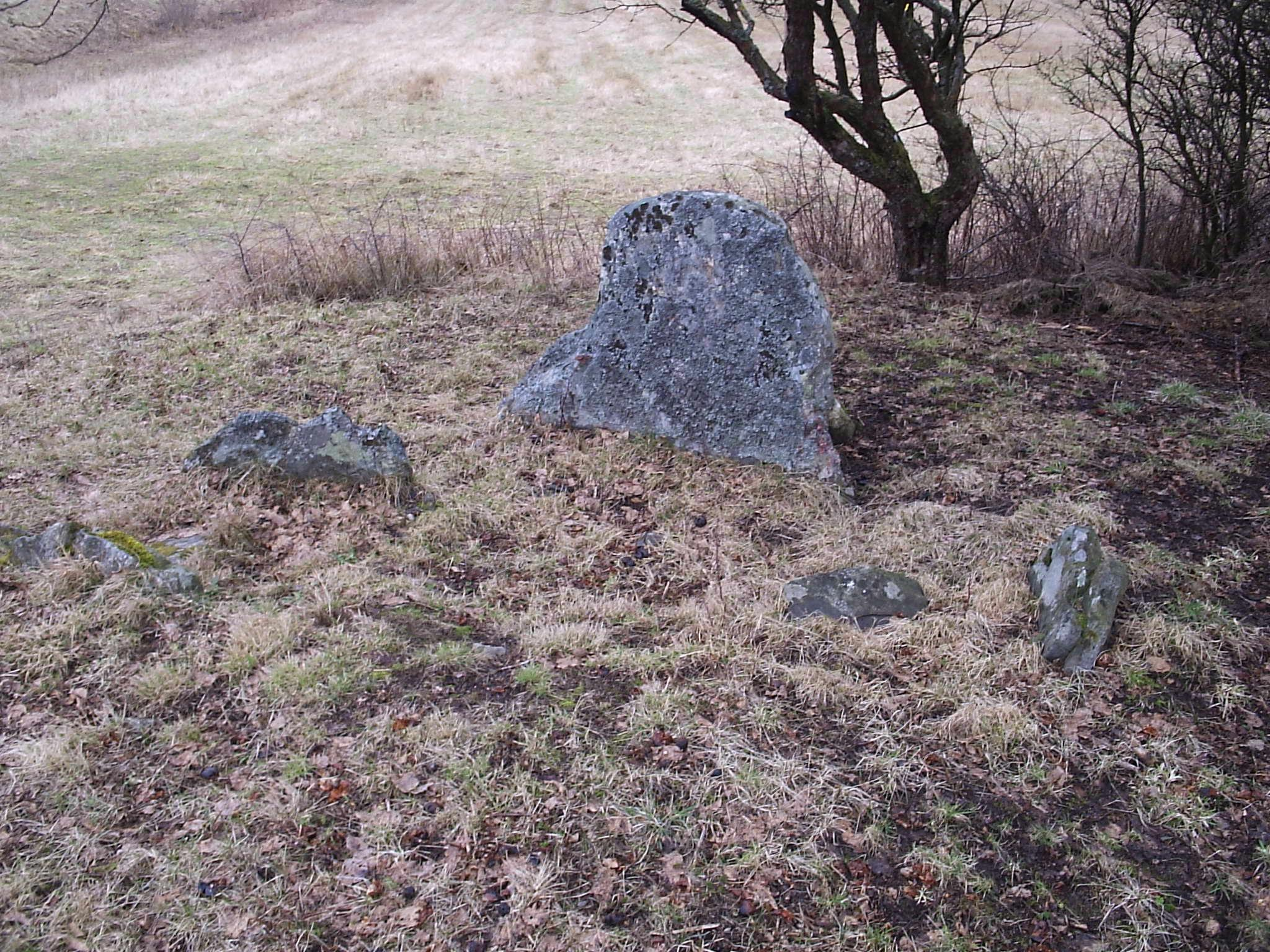
Hällkista i Bokenäs socken i Uddevalla kommun, på vägen mellan Bokenäs skola och Dragsmarks klosterruin. Vilken gav fyndmaterial som förvaras på Statens historiska museum vid en utgrävning i slutet av 1800-talet. Den kallas i folkmun för "Axel Tordssons grav", även kallad i den förkortade versionen "Axels grav".

Dragsmarks kloster är bekant genom folksagan om Axels och Valborgs olyckliga kärlekssaga, kallad för ”Visan om riddar Axel Tordsson och sköna Valborg Ingemarsdotter”. J. Ödman omnämner den i början av 1700-talet och skrev att den då var allmänt känd i Bohuslän. Enligt denna folksaga skulle Dragsmark ha varit skådeplatsen för dessa båda älskandes romantiska saga.
Folksagan förbiser att Dragsmarks kloster var ett munkkloster. Denna vackra, romantiska sägen, som rent av inbjöd till utförligare poetisk behandling, har på 1800-talet av den danske skalden Oehlenschläger tagits till ämne för hans sorgespel Axel och Valborg, däri dock handlingen delvis är förlagd till Trondheims domkyrka i stället för till Dragsmarks klosterkyrka.
I balladen om Axel och Valborg finns en intressant detalj, som fick Gustaf Brusewitz att i sin Elfsyssel försöka tidsbestämma den. Där sägs nämligen att Axel söker tjänst hos kejsar Henrik, och Brusewitz ville i denne se en av det tysk-romerska rikets kejsare, Heinrich Raspe, som av påven Innocentius IV valts till så kallad anti-kejsare. Heinrich regerade en kort tid, åren 1246-1247, och residerade på slottet Wartburg i Thüringen. Under denna tid befann sig Heinrich nästan uteslutande ute på härtåg, men återvände skadad till sitt slott sent år 1246 och dog där i februari nästföljande år. I balladen sägs hur Axel söker upp kejsaren i sitt slott och ber om att få avsluta sin tjänst för att resa åter till hembygden. Detta tillåts, och Axel, om man får tro Brusewitz tolkning, bör då ha anlänt till Dragsmark någon tid efter 1247.
Nu sammanfaller detta märkvärdigt nog med en rad andra uppgifter. Enligt balladen skall den norske kungen och hans son ha befunnit sig vid klostret. Enligt Håkon Håkonssons saga befann sig den norske kungen under lång tid i "Dyngia", vilket har tolkats som Dyngehus i den inre delen av Gullmarsfjorden, med 30 stora och vackra skepp, och samlade där på sig beridna trupper samt väntade på att den norske ärkebiskopen skulle ansluta sig. Detta skall ha varit vintern 1247-1248.
Den medeltida, mycket konstfärdiga nattvardskalk av engelskt ursprung som skall ha skänkts av den norske kungen Håkon Håkonsson och kontinuerligt användes i nattvarden i Dragsmarks församling fram till 1970-tal, har daterats till just 1247-1248.
Varför skänktes kalken till klostret, och var det just när kungen fanns i trakten?
Gudsivio-lagen, som hänvisas till i balladen, den lag som omöjliggjorde äktenskap mellan Axel och Valborg, infördes inte förrän 1247, och då av kardinal Wilhelm av Sabina, som efter en avstickare till England hade rest till Norge för att kröna den norske kungen. Kardinalen reste sedan runt i Norge för att utröna hur det stod till med det norska prästerskapet, och skall sedan ha avrest med båt till Lödöse och sedan vidare till Skänninge kyrkomöte.
Från England anländer vid denna tid också den tidens främste historiekrönikör, Matthew Paris, med den enda och något märkliga uppgiften att reda ut det utanför Trondheim belägna klostret Nidarholms trassliga affärer. Matthew befinner sig i Norge i 18 månader, från 1248 till 1249. Hade Matthew någon annan uppgift i Norge utöver att gå igenom kassaböcker?
Håkon Håkonsson var den förste norske kungen av Guds nåde (krönt av påvens sändebud Wilhelm av Sabina), samt verkade i övrigt för kungamaktens stärkande och rikets enande i Norge. Bland annat verkade han för nedtecknandet och avskrivandet av krönikor, sedelärande berättelser, helgonlegender med mera. Hans egen saga samt den så kallade Kungaspegeln, en lärobok i hur man blir en bra kung, är exempel på detta. Att Matthew Paris kom till Norge kom sig av det faktum att denne och den norske kungen var vänner.
Angående Dragsmarks kloster finns traditionen om att man där hållit skola för unga ädlingar, kanske har det varit en prästskola, och kanske har det rentav varit ett så kallat scriptorium, inrättat av Håkon Håkonsson, som vid dess invigning, i sällskap av Matthew Paris, Wilhelm av Sabina, ärkebiskop Sigurd med flera, skänkt en nattvardskalk till klostret, och kanske har då hågkomster av detta så småningom lett till diktandet av balladen om Axel och Valborg.